# 333 v.Chr.

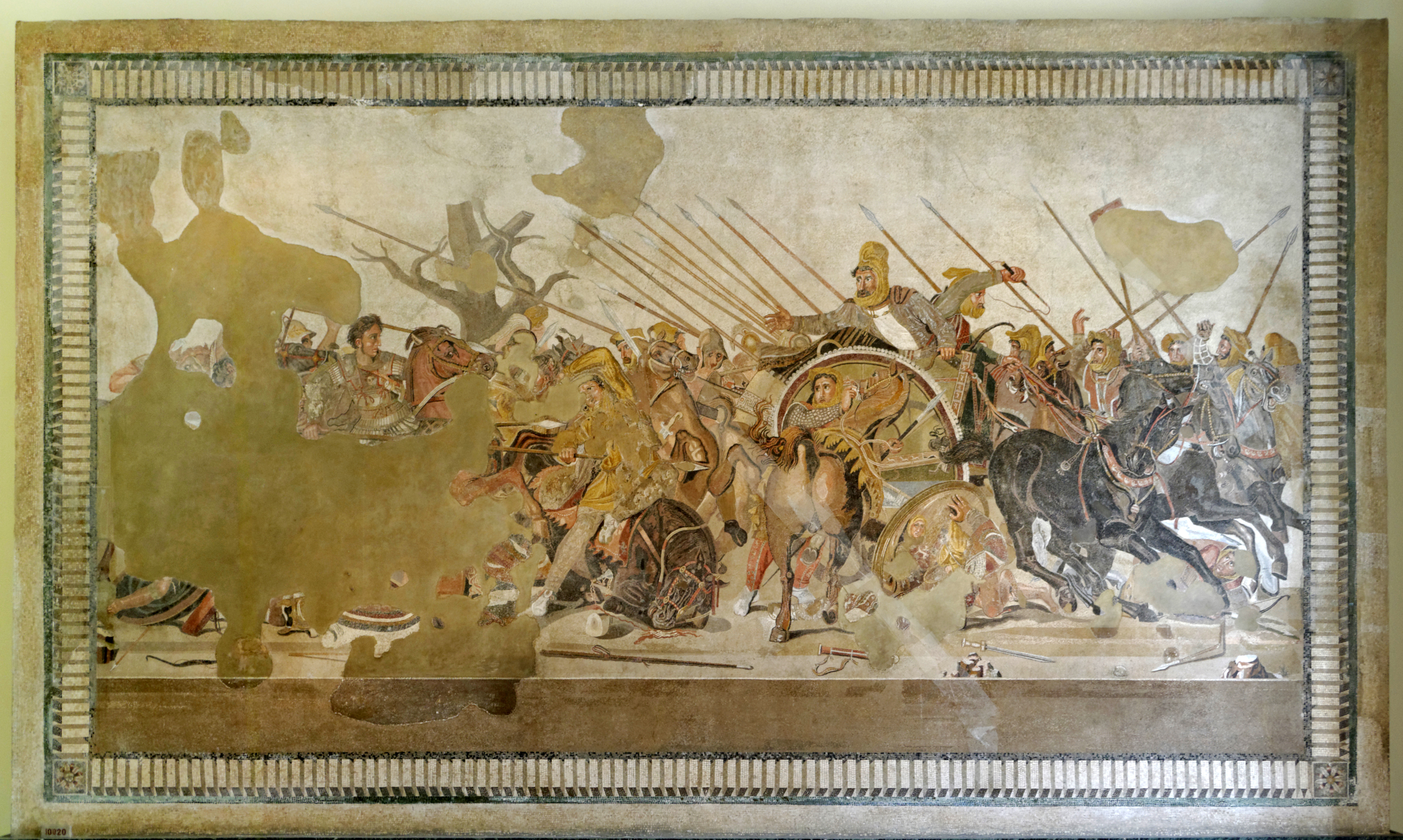
Slag bij Issus in een muurschildering in Pompeï

Het jaar 333 v.Chr. is een jaartal in de 4e eeuw v.Chr. volgens de christelijke jaartelling.

## Gebeurtenissen

### Perzië
- Alexander de Grote verovert in Klein-Azië de provincies Lycië en Pisidië.
- In Gordium hakt Alexander de Grote met zijn zwaard de Gordiaanse knoop door.
- Memnon van Rhodos overlijdt tijdens het beleg van Mytilini op Lesbos.
- 5 november - Slag bij Issos: Alexander de Grote verslaat het Perzische leger (ca. 60.000 man) van koning Darius III.
- Alexander de Grote steekt met de Macedonische cavalerie op de rechtervleugel de rivier de Pinarus over en overrompelt de Perzen in het centrum. Darius III vlucht met zijn strijdwagen uit de veldslag.
- Alexander de Grote rukt met het Macedonische leger langs de kust verder op naar het zuiden door Syrië.
- In Phoenicië isoleert Alexander de Grote de Perzische vloot en verovert de kuststeden Aradus en Marathus.
- Parmenion organiseert een bliksemaanval op Damascus, waar hij de geldkas aantreft en een Perzische harem. De vrouw van Darius III, zijn moeder en twee dochters bevinden zich onder de gevangenen. De vlucht naar de versterkte stad heeft hen niet geholpen. Alexander de Grote geeft hun de vrijheid.
- Alexander de Grote benoemd Nearchus tot gouverneur van Pamphylië en Antigonus wordt gouverneur van Phrygië.
- De Perzische bolwerken Byblos en Sidon worden door Alexander de Grote ingenomen.
- Darius III stuurt een boodschapper met een vredesvoorstel, waarbij hij Alexander de Grote de hand van zijn dochter aanbiedt, 10.000 gouden talenten en het gebied ten westen van de rivier de Eufraat. Alexander de Grote weigert dit aanbod.

### China
- De Chinese staat Chu verovert de kleine staat Yue.

## Geboren
- Zeno van Citium, Grieks filosoof en stichter van het stoïcisme (jaartal bij benadering)

## Overleden
- Memnon van Rhodos (~380 v.Chr. - ~333 v.Chr.), Grieks veldheer